# Madáre Sefr Darajeh
Madáre Sefr Darajeh (en persan : مدار صفر درجه, en français : Longitude de zéro degré) est une série télévisée en coproduction de l’Iran, la Hongrie, la France, et le Liban diffusée entre le 23 avril 2007 et novembre 2007 sur le Canal 1 de IRIB en Iran.
C’est la série la plus dispendieuse et la plus élaborée de toute l’histoire de la télévision iranienne qui a attiré l’attention d’un grand nombre de téléspectateurs.
Elle est basée sur une histoire vraie de la vie d’un diplomate iranien, Abdol Hossein Sardari, qui a sauvé la vie d’un nombre de Juifs à Paris dans les années 1940 durant l’Occupation Nazi, en leur donnant refuge à l’ambassade d’Iran et les sortant du pays avec des passeports iraniens.

## Synopsis
Se déroulant dans le temps de la Seconde Guerre mondiale, Madáre sefr darajeh suit la vie d’un étudiant iranien, Habib Parsa (Shahab Hosseyni) qui part à Paris pour continuer ses études. Là-bas, il rencontre une femme juive française, Sarah Astrok (Nathalie Matti), étudiante à la même université. Au début, ils s’opposent dans les débats de cours, mais cette opposition d’idée les amènent à tomber amoureux l’un de l’autre. Ils discutent des sujets divers, entre autres, la persécution par les Nazis et par l’oncle Sioniste de Sarah, mais à la fin ils tombent d’accord sur le sujet.

## Opinions
Il semblerait que le gouvernement iranien ait financé le projet pour démontrer ses positions à l’égard de la différence entre les Juifs et Sionistes, en montrant de la sympathie pour les Juifs, entreprenant un point de vue orthodoxe à ce sujet, en restant hostile au Sionisme.
Le réalisateur de la série, Hassan Fathi, a dit à ce sujet : « J’ai décidé de produire cette série en 2002, et dans ce temps-là, l’Holocauste n’était pas encore mis en question. Même s’il y a juste un seul Juif tué dans les camps Nazis, le monde entier doit se sentir coupable. De la même façon, si un seul Palestinien est tué, le monde entier doit se sentir coupable. Je sympathise avec les victimes juifs de la Seconde Guerre mondiale, autant que pour les femmes et enfants palestiniens victimes de la guerre en Palestine. »
Cette série télévisée a suscité l’acclamation et le support de l’Association des Juifs de l’Iran, une organisation indépendante qui sauvegarde l’héritage culturel de la communauté juive. L’association a critiqué des commentaires de M. Ahmadinejad au sujet de l’Holocauste mais il soutient la série de M. Fatthi.